# Marcel Wengler
Marcel Wengler (Esch-sur-Alzette, 20 april 1946) is een Luxemburgs componist, muziekpedagoog en dirigent.

## Levensloop
Wengler studeerde aan het Koninklijke Conservatorium te Brussel bij onder andere Jean-Marie Simonis, Jacques Leduc en Marcel Quinet. Verder maakte hij studies voor orkestdirectie bij Igor Markevitsj en Sergiu Celibidache. Aan de Hochschule für Musik te Keulen was hij meerdere jaren assistent van Hans Werner Henze. In deze tijd heeft hij orkesten in Londen, Parijs, Hannover en in München gedirigeerd. 
In 1978 won hij een 1e prijs bij het Concours International de Direction in Rio de Janeiro. Met het Orkest van RTL Télé Lëtzebuerg heeft hij een reeks met meer dan 20 werken van Luxemburgse componisten opgenomen. Als dirigent werkte hij in Engeland, Frankrijk, Spanje, Roemenië en in Duitsland, maar ook in Lissabon, Moskou, Sint-Petersburg, Kazan en Rio de Janeiro. Sinds 1999 is hij chef-dirigent van de Luxembourg Sinfonietta. Dit ensemble organiseert jaarlijks de "Luxembourg International Composition Prize".
Wengler is voorzitter van de Société Luxembourgeoise de Musique Contemporaine en was artistieke leider van de "World Music Days" in 2000 te Luxemburg. 
Als componist schreef hij voor verschillende genres, zoals symfonieën, concerten, werken voor harmonieorkest, koren, kamermuziek en vocale werken. Hij is auteur van de bewerking voor harmonieorkest van Ragtimes and Habaneras van Hans Werner Henze.

## Composities

### Werken voor orkest
- 1972 Concert, voor klavecimbel en orkest
- 1976 Sinfonietta, voor orkest
- 1976 Canzona und Fantasia : frei nach alten Lautensätzen, voor orkest
- 1980 Konstellationen für großes Orchester
- 1982 Die weisse Wildnis, voor bariton en orkest
- 1982 Symfonie nr. 2
- 1984 Concerto per oboe ed archi, voor hobo en strijkorkest
- 1984-1995 Versuche über einen Marsch, versie voor orkest
- 1985 Die Pest in Brühl, treurmars
- 1989 Diaporama, voor orkest
- 1991 Novellette, voor altsaxofoon en strijkorkest
- 1995 Concert, voor cello en orkest
- 1997 The Answered Question, voor orkest
- 1997 Concert, voor viool en orkest
- 1997 Concert, voor altviool en orkest
- 1999 Concert, voor dwarsfluit en orkest
- 2006 Play Station, voor orkest
- Quadrifoglio, voor slagwerkkwartet en orkest

### Werken voor harmonieorkest
- 1976 Sinfonietta, voor harmonieorkest
- 1984 Versuche über einen Marsch, voor harmonieorkest[1]
- 1990 European Rhapsody, voor harmonieorkest
- 1999 Horse Parade - Marche des petits princes

### Muziektheater

#### Musical
| Voltooid in | Titel   | Uitvoeringen | Première  | Libretto | Verdere liedteksten | Choreografie |
| ----------- | ------- | ------------ | --------- | -------- | ------------------- | ------------ |
| 1986        | Rex Leo |              | Luxemburg |          |                     |              |

#### Toneelmuziek
- 1978 La crique, toneelmuziek voor dwarsfluit, klarinet, piano, viool en cello

### Vocale muziek
- 1975 Zwei japanische Lieder, voor zangstem, dwarsfluit, slagwerk en tokkelinstrumenten
- 1978 Dowland Lieder, voor zangstem en tokkelinstrument
- 1984 Rimbaud Lieder, voor bariton, basfluit, gitaar, cello, contrabas en slagwerk
- 1999 Der Adler, voor mezzosopraan en piano - tekst: Hans Arp
- 1999 Le chant des Léonides, vocalise voor sopraan en ensemble (dwarsfluit, basklarinet, saxofoon, slagwerk, piano, viool, altviool en cello
- 2000 Der unbekannte Engel, voor sopraan en ensemble (dwarsfluit, 2 klarinetten, 2 saxofoons, hoorn, tuba, slagwerk, accordeon, 2 violen en 3 cello's
- 2001 Das Karussell, voor sopraan en 14 instrumenten

### Kamermuziek
- 1973 Strijkkwintet
- 1981 Sonata a tre, voor viool, klarinet en piano
- 1982 Divertimento a 11, voor dwarsfluit, klarinet, basklarinet, saxofoon, hoorn, trompet, trombone, piano, slagwerk, viool en cello
- 1983 Antiphonie, voor trompet (solo), pauken en 10 koperblazers
- 1985 Elegie, voor trombone en orgel
- 1985 Strijkkwartet
- 1986 Ständchen, voor trompet en gitaar
- 1986 Marche des Capucins, voor dwarsfluit, klarinet, altsaxofoon, trompet, trombone, cello, piano en slagwerk
- 1986 Ballade, voor koperkwintet
- 1988 Tango für Vier, voor 4 klarinetten
- 1991 Fanfare noble et sentimentale, voor koperkwintet
- 1992 Strijktrio
- 1995 Trio, voor viool, cello en piano
- 1996 Faux Pas de Deux, voor dwarsfluit en harp
- 1998 Peärls Quartet, voor dwarsfluit, viool, cello en piano
- 2000 Shadows, voor saxofoonkwartet en accordeon
- 2001 Pas de trois, voor viool, accordeon en didjeridoo

### Werken voor piano
- 1982 Nachtstück

### Werken voor harp
- 1982 Nach Mitternacht

### Werken voor slagwerk
- 1983 Bakxai, voor vier slagwerkers
- 1986 Batuque, voor zeven slagwerkers

### Werken voor tokkelinstrumenten
- 1972 Clambouriana, voor tokkelorkest
- 1978 Canzona und Fantasia, voor tokkelinstrumenten
- 1979 Konstellationen, voor tokkelorkest  (won de 2e prijs tijdens de compositiewedstrijd 1979 van de stad Schweinfurt)
- 1989 Präludium und Fugate über "Maikäfer flieg", voor tokkelorkest

### Filmmuziek
- 1984 Swann in Love - Un Amour De Swann
- 1986 Stammheim
- 1988 Antarctica Projekt (documentaire film)
- 1989 Mumm Sweet Mumm
- 1989 Blauäugig (Blue Eyes)
- 1990 Schacko Klak
- 1992 Dammentour